# Tuti gimi
A Tuti gimi (eredeti címe: One Tree Hill) egy főleg gimnazistákról, majd felnőtt énjükről szóló sorozat, amiben fontos szerephez jut többek között a család, a szerelem és a kosárlabda. 2003-tól futott az Egyesült Államokban. 2012. áprilisában zárult a sorozat a 9. évaddal. Magyarországon 2005. szeptember 24-től kezdte el az első évadot sugározni az RTL Klub.

## Szereplők

### Főszereplők
| Karakter                | Színész              | Szinkronhang                | Leírás |
| ----------------------- | -------------------- | --------------------------- | --- |
| Lucas Scott             | Chad Michael Murray  | Markovics Tamás             | Lucas Dan fia, akivel nem nagyon törődik, helyette Keith, Dan testvére nevelte fel, és őt tekinti Lucas pót-apjának. Közel áll anyjához, Karenhez. Féltestvérével, Nathannel eleinte ellenséges a viszonyuk, majd jobban megismerik egymást, és barátok lesznek. Lucas legjobb barátja Haley, szerelmei közé tartozik Peyton és Brooke is. |
| Nathan Scott            | James Lafferty       | Pálmai Szabolcs             | Dan és Deb fia, akit egy beképzelt, elkényeztetett embernek ismerünk meg. Miután összejön Haleyvel, megváltozik, hátat fordít a szüleinek, önálló lesz, elköltözik otthonról és elveszi Haleyt. A kapcsolatát is rendezi bátyjával, Lucassal.                                                                                              |
| Peyton Sawyer           | Hilarie Burton       | Zsigmond Tamara             | Elég különc személyiség, életének két mozgatórugója a zene és a rajzolás, de mivel Brooke a legjobb barátnője, ezért a bulikból sem marad ki. Az anyja még kislánykorában meghalt, az apja pedig sokat dolgozik, emiatt szinte mindig egyedül van a házukban. Van egy féltestvére, Derek.                                                  |
| Haley James Scott       | Bethany Joy Galeotti | Mezei Kitty                 | Haleyt korrepetitorként és Lucas legjobb barátjaként ismerjük meg, aki egy nagy családból származik. Az első évadban hozzámegy Nathanhez. Nagy álma, hogy énekes legyen, erre lehetőséget is kap, emiatt elhagyja a férjét. Később visszatér hozzá, mert rájön, hogy a szerelem sokkal fontosabb számára.                                  |
| Brooke Davis            | Sophia Bush          | Roatis Andrea               | Brooke elég kicsapongó életet él, amit meg is engedhet magának, mert a szüleitől rengeteg pénzt kap. Ő szervezi a legjobb bulikat, rengeteg fiúval, köztük Lucassal is járt már. A harmadik évadban divattervezőként ruhákat kezd megálmodni, amik később boltok kirakatiban is feltűnnek.                                                 |
| Dan Scott               | Paul Johansson       | Juhász György               | Ő a Scott család feje, aki fiatalkorában kosárlabdázott. Emiatt hajszolja fiát, Nathant, hogy profi kosaras váljon belőle. Másik fiát, Lucast, nem fogadta el, de miután Tree Hillbe költözik nejével, Debbel, nem tudja elkerülni a találkozást Lucassal és az anyjával, Karennel.                                                        |
| Deb Scott               | Barbara Alyn Woods   | Orosz Anna                  | Deb boldogtalan házasságban él Dannel, akitől az első évad végén próbál meg elválni. A férje azonban szívrohamot kap, miközben a papírokat akarja aláírni, és emiatt bűntudatból vele marad, amíg meg nem gyógyul, és végül a harmadik évadban elválnak.                                                                                   |
| Keith Scott             | Craig Sheffer        | Háda János                  | Keith Dan bátyja, aki szöges ellentéte testvérének. Ő segítette Karent, mikor Lucas megszületett, és beleszeretett a nőbe. A kapcsolatuk azonban csak a harmadik évadban jelenik meg. Dan őt okolja a tűzesetért, amiben majdnem meghalt, ezért bosszút állt rajta, és megölte.                                                            |
| Karen Roe               | Moira Kelly          | Kocsis Judit                | Karen a gimnáziumi évek alatt lett terhes fiával, Lucassal, de Dan elhagyta. A szülés után a támasza Dan bátyja Keith lett, akivel nagyon jó barátok lettek az évek folyamán, majd a kapcsolatból szerelem lett. Karen egy kávézót üzemeltet Tree Hillben, majd az üzletvezetésbe Dan (ex)felesége is bekapcsolódik.                       |
| Whitey Durham           | Barry Corbin         | Papp János                  | Whitey a kosárcsapat, a Ravens edzője, akinek már csak ez okoz örömet, a felesége, Camilla, halála után. Sokszor beszél néhai feleségéről, és arról, hogy több időt kellett volna vele töltenie. |
| Marvin "Mouth" McFadden | Lee Norris           | Steiner Kristóf (1-6. évad) | Mouth fiatalkora óta ismeri Lucast, minden kosármeccsén ott van és közvetíti az eseményeket. Nagy álma, hogy sportriporter legyen. A szerelmi élete nem túl szerencsés, viszonzatlanul beleszeret Brookeba és Rachelbe is. |
| Marvin "Mouth" McFadden | Lee Norris           | Nikas Dániel (7-9. évad)    | Mouth fiatalkora óta ismeri Lucast, minden kosármeccsén ott van és közvetíti az eseményeket. Nagy álma, hogy sportriporter legyen. A szerelmi élete nem túl szerencsés, viszonzatlanul beleszeret Brookeba és Rachelbe is. |
| Antwon "Skills" Taylor  | Antwon Tanner        | Szokol Péter                | |
| Rachel Gatina           | Danneel Harris       | Csondor Kata (3-5. évad)    | |
| Rachel Gatina           | Danneel Harris       | Vadász Bea (7. évad)        | |
| James Lucas Scott       | Jackson Brundage     | Penke Soma (6-7. évad)      | Haley és Nathan roppant okos kisfia. |
| James Lucas Scott       | Jackson Brundage     | Pál Dániel (8-9. évad)      | Haley és Nathan roppant okos kisfia. |
| Millicent Huxtable      | Lisa Goldstein       | Pupos Tímea                 | |
| Julian Baker            | Austin Nichols       | Juhász Zoltán               | |
| Quinn James             | Shantel VanSanten    | Csifó Dorina                | |
| Clayton Evans           | Robert Buckley       | Dányi Krisztián             | |
| Alex Dupré              | Jana Kramer          | Tunyogi Bernadett           | |
| Chase Adams             | Stephen Colletti     | Előd Botond (4-7. évad)     | |
| Chase Adams             | Stephen Colletti     | Joó Gábor (8-9. évad)       | |

### Epizódszereplők
| Karakter                   | Színész            | Szinkronhang             |
| -------------------------- | ------------------ | ------------------------ |
| Tim Smith                  | Brett Claywell     | Moser Károly             |
| Jake Jagielski             | Bryan Greenberg    | Papp Dániel              |
| Bevin Mirskey              | Bevin Prince       | Sánta Annamária          |
| Ferguson "Fergie" Thompson | Vaughn Wilson      | Seder Gábor              |
| John "Junk" Moretti        | Cullen Moss        | Előd Álmos               |
| Nicki                      | Emmanuelle Vaugier | Kerekes Andrea           |
| Felix Taggaro              | Michael Copon      | Varga Rókus              |
| Anna Taggaro               | Daniella Alonso    | Bogdányi Titanilla       |
| Taylor James               | Lindsey McKeon     | Haffner Anikó            |
| Chris Keller               | Tyler Hilton       | Szabó Máté               |
| Jimmy Edwards              | Colin Fickes       | Szvetlov Balázs          |
| Andy Hargrove              | Kieren Hutchison   | Csík Csaba Krisztián     |
| Emily "Jules" Chambers     | Maria Menounos     | Závodszky Noémi          |
| Erica Marsh                | Katherine Bailess  | Vadász Bea               |
| Cooper Lee                 | Michael Trucco     | Rajkai Zoltán            |
| Elizabeth "Ellie" Harp     | Sheryl Lee         | Ullmann Zsuzsa           |
| Gigi Silveri               | Kelsey Chow        | Molnár Ilona             |
| Marcus Johnson             | Marcus Coloma      | Hamvas Dániel            |
| Abby Brown                 | Allison Scagliotti | Czető Zsanett            |
| Glenda Farrell             | Amber Wallace      | Simonyi Piroska          |
| Glenda Farrell             | Amber Wallace      | Nemes Takách Kata (4x16) |
| Ian "Derek" Banks          | Matt Barr          | Magyar Bálint            |
| Derek Sommers              | Ernest Waddell     | Csőre Gábor              |
| Shelley Simon              | Elisabeth Harnois  | Fésűs Bea                |
| Lindsey Strauss            | Michaela McManus   | Nyírő Eszter             |
| Mia Catalano               | Kate Voegele       | Szabó Zselyke            |
| Quentin Fields             | Robbie Jones       | Vári Attila              |
| Carrie                     | Torrey DeVitto     | Martin Adél              |
| Owen Morello               | Joe Manganiello    | Varga Gábor              |
| Victoria Davis             | Daphne Zuniga      | Farkasinszky Edit        |
| Sam Walker                 | Ashley Rickards    | Berkes Boglárka          |
| Jack Daniels               | Evan Peters        | Berkes Bence             |
| Paul Norris                | Gregory Harrison   | Áron László              |
| Sara Evans                 | Amanda Schull      | Haffner Anikó            |
| Katie Ryan                 | Amanda Schull      | Molnár Ilona             |

## Történet
|  | Alább a cselekmény részletei következnek! |

### 1. évad
Tree Hill egy kisváros Észak-Karolina, otthona a híres középiskolai kosárlabdacsapatnak, a Ravensnek (Hollók), és a két féltestvérnek Lucas Scottnak (Chad Michael Murray) és Nathan Scottnak (James Lafferty). A két testvér ugyanabban a városban nőtt fel, de semmilyen kapcsolat nem volt közöttük köszönhetően közös apjuknak, Dan Scottnak (Paul Johansson).
Dan még a középiskolában jött össze Lucas anyjával Karen Roeval (Moira Kelly), de elhagyta őt és meg nem született gyermekét, hogy főiskolára menjen és folytassa a kosárlabdázást. A főiskolán találkozott Nathan anyjával, Deb Leevel (Barbara Alyn Woods), aki szintén terhes lett tőle. Dan feleségül vette Debet és biztos otthont és gazdag életet teremtett maguknak. Ezzel ellentétben a másik fiáról, Lucasról tudomást sem vett. Lucast anyja egyedül nevelte fel, de rengeteg segítséget kapott Dan bátyjától, Keithtől, aki fontos szerepet játszott fia életében.
Fontos szerepet kap Lucas hirtelen jött népszerűsége is, ami akkor kezdődik, amikor beválasztják a Tree Hill Ravens kosárcsapatba. A népszerűség miatt esélye van rá, hogy összejöjjön Brooke-kal, akit azonban megcsal Peytonnel, és ez a két lány barátságának a megromlását jelenti.
Nathan összejön Lucas legjobb barátjával, Haley-vel, és a kapcsolatot nem nézi jó szemmel Lucas. Haley viszont megváltoztatja Nathant, aki elhagyja a szüleit és elveszi Haley-t. A gimisek szüleinek az élete sem tökéletes, Karen a kávéházát irányítja, majd elutazik Olaszországba egy tanfolyamra. Távollétében az üzletbe Deb száll be, amit Dan nem néz jó szemmel. Deb és Dan kapcsolata kifullad, a válást tervezik, de Dan szívrohama közbeszól. Dan bátyja Keith reménytelenül szerelmes Karenbe, aki azonban visszautasítja a házassági ajánlatát.

### 2. évad
Dan betegsége miatt Lucas és Keith visszaköltözik Tree Hill-be. Dan a szívrohama után megváltozik, és úgy dönt, hogy jobban meg akarja ismerni az elhanyagolt fiát, Lucast, aki később oda is költözik hozzá. Az ott töltött idő alatt rájön a család titkaira, például, hogy Deb gyógyszerfüggő, Dan pedig adócsalást követ el. Le is akarja leplezni az apját, ezért Karen barátját, az egyetemi oktatóját, Andy-t megkéri, hogy nyomozzon utána.
Keith szerelmi élete úgy tűnik révbe ér, mikor megismerkedik Jules-al, de Lucas rájön, hogy Dan felbérelte a lányt, hogy szedje fel Keitht és utána hagyja ott. Így akar bosszút állni a testvérén, amiért lefeküdt Debbel. Lucas elköltözik az apjához, hogy ez ne tudódjon ki, akárcsak az ő titka, hogy örökölte Dan szívbetegségét.
Haley és Nathan házassága választás elé kerül, amikor Chris Keller, egy zenész felfedezi Haley tehetségét és elhívja egy turnéra. Haley elmegy vele, emiatt Nathan teljesen összeomlik, majd egy öngyilkossági kísérlet után érvényteleníteni akarja a házasságot.
Peyton Karennel nyit egy klubot, a TRIC-et, de eközben a padlón van és drogokhoz akar nyúlni. Jake azonban visszatér, és megmenti a lányt. Később összejönnek, rendeződni látszik a helyzetük, de ekkor visszatér Nicki, Jenny anyja, aki vissza akarja kapni a lányát, és el is rabolja. Emiatt Jake-nek újra el kell hagynia Tree Hillt és Peytont.
Brooke szomszédságába kerül egy fiatal testvérpárral, Anna-val és Felix-el. Brooke rögtön lecsap a fiúra, akivel kielégíti szexuális vágyait, de a Lucas-szal történtek után nem akarja lekötni magát. Később azonban összejönnek, de nem lesz tartós a dolog, miután kiderül, hogy Felix firkálta össze Peyton szekrényét. Felixet ezután a szülei elküldik egy katonai iskolába. Brooke családja az évad során anyagi válságba kerül, emiatt Brooke is megváltozik. Rájön, hogy nem csak a vásárláshoz és a pasizáshoz ért, elindul az iskolai diáktanács-választáson, amit meg is nyer, legyőzve Erica Marshot.
Anna Taggarro, Felix húga összeszűri a levet Lucas-szal, de a kapcsolat véget ér, amikor Lucas rájön, hogy Brooke-ot szereti. Anna ezután megcsókolja Peytont, és ezzel világossá válik előtte, hogy biszexuális. Később ezt a szüleinek is bevallja, és úgy dönt visszaköltözik régi városába, hogy szembenézzen a pletykákkal, amik elüldözték őt.
Az évad utolsó részében Andy elhagyja Tree Hillt, Karen pedig utánamegy. Debet kiengedik a rehabilitációs központból és rájön, hogy Dan Nathant hibáztatja a függősége miatt. Lucas odaadja a Dan elleni bizonyítékokat Debnek, aki nem használja fel őket, mert Dan megzsarolja. Mielőtt Brooke elutazik Lucas bevallja az érzéseit és megcsókolja, de Brookenak el kell mennie. Peytont zaklatják az interneten, és úgy gondolja, hogy Ellie Harp, a riporter az, aki folyton körülötte ólálkodik. Ellie meglátogatja Peytont és elmondja neki, hogy ő az igazi anyja.
Dan a szalonban talál egy üveg italt, amit megiszik, de kiderül, hogy meg van mérgezve. Elkezd homályosan látni, lelöki az üveget, majd észreveszi, hogy valaki áll fölötte, és rágyújtja a boltot…
Nathan visszaköltözik. Az ajtóban ott találja Haley-t, de nincs idejük beszélni, mert hívják őket a tűz miatt.

### 3. évad
A harmadik évad sok izgalmas eseményt ígér számunkra. Haley visszatér Tree Hillbe, de Nathan nem tud neki megbocsátani.
Dan balesetének körülményei szépen lassan kiderülnek. Dan Lucast vádolja azzal, hogy meg akarta ölni, rátámad a tornateremben és végül Peyton elmondja neki, hogy Lucas volt az, aki kimentette, nem pedig az, aki meg akarta ölni. Dan teljesen ledöbben.
Brooke és Lucas újra összejönnek, de megjelenik egy új lány Rachel Gattina, aki sok zavart okoz majd a kapcsolatukban.
Keith és Karen végre összejönnek, eljegyzik egymást, majd Keith megkérdezi Lucast, hogy mit szólna hozzá, ha örökbe fogadná, végül Lucas örömmel igent mond a kérdésre.
A Tree Hill gimiben lövöldözik egy diák, Jimmy Edwards, Peytont lábon lövi, majd később öngyilkos lesz. Peyton a sérülésekor azt hiszi, hogy meg fog halni, így bevallja Lucasnak, hogy szereti, és megcsókolja. Végül Peyton nem hal meg. Dan, mivel azt hiszi, hogy Keith volt az, aki meg akarta őt ölni, lelövi, később ezt a gyilkosságot is Jimmynek tulajdonítják. Dant később a gyermek Keith szelleme „kísérti”.
Peyton kezd jó viszonyba kerülni édesanyjával Ellievel, aki később rákban meghal.
Karen rájön, hogy terhes Keith gyermekével és úgy dönt, hogy megtartja a babát.
Rachel lefekszik Deb öccsével, miközben hazudik a koráról. Amikor kiderül a hazugság, Rachel újra elcsábítja.
Peyton újrakezdi kapcsolatát Jake-kel, de később rájön, hogy Lucas nagyon sokat jelent a számára.
Haley és Nathan esküvője előtt Peyton elmondja Brookenak, hogy még mindig vannak érzései Lucas iránt. Brooke és Peyton összevesznek, Brooke megüti Peytont és elköltözik.
Haley és Nathan újra összeházasodnak. Deb elmondja Dan-nek, hogy ő volt az, aki meg akarta ölni, és nem Keith, Dan megdöbben. Lucas talál egy terhességi tesztet, megkérdezi Karent, hogy terhes e, Karen elmondja, hogy igen, de az nem az ő tesztje… Rachel leissza magát az esküvőn ellopja a limuzint, és Cooper-rel együtt balesetet szenvednek. Haley és Nathan miközben a reptérre mennek, látják, hogy Cooper és Rachel a folyóba esnek. Nathan utánuk ugrik. De nem jönnek fel a felszínre. Később megérkezik Lucas és Karen is, Lucas beugrik a vízbe…

### 4. évad
Amikor Lucas a vízbe ugrik, megtalálja Coopert, majd a másik partnál Rachelt, és Nathen-t. Mindhárman kórházba kerülnek, nem sokkal később felébrednek. Nathen nem emlékszik rá, mi történt a víz alatt, de látni vélte Keith-t, hogy ő segített neki. Peytonnek kiderül, hogy van egy bátyja, majd az is, hogy aki annak vallotta magát, egy őrült. Valójában egy néger katona az igazi féltestvére, és ő segít neki túllépni az üldözésen és zaklatáson, amit Derek művelt. Kiderül, hogy nem Brooke terhes, hanem Haley, majd Nathen kétségbe esik, mi lesz velük, a rossz anyagi helyzetük miatt. Kénytelen kölcsönkérni. Mivel az apja nem ad nekik, egy alvilági pasitól (Dante-tól) kap pénzt. A pénzt a fizetési határidő végére nem tudja odaadni, majd zsarolják, hogy bántódás éri a családját, ha nem farag le a pontokból a kosármeccseken. Először még megteszi, majd jön az állami döntő, ami rengeteget jelent mindenkinek (Nathannek a Duke-ot, Lucasnak az utolsó meccset, Skillsnek az ösztöndíjat és Whitey-nak is az utolsó meccset, és álmai beteljesülését). Megtudja közben, hogy fia lesz, ezért belehúz a meccsbe, majd megnyerik. Danténak ez nem tetszik, és bosszút akar állni, aminek a vége az lesz, hogy elüti Haley-t. Eközben leáll Lucas szíve, mert a nagy meccsre nem vette be a gyógyszereit, hogy ne lassítsák őt. Keith ismét szerepet kap, gyakran visszatér szellem képében. Mikor haldoklik Lucas, Keith rádöbbenti, mennyire fontos az ő jelenléte az emberek életében. Keith biztatja, hogy nyissa ki a szemét a gyilkossággal kapcsolatban, mert nem Jimmy Edwards ölte meg. Lucas felébred, majd rájön, hogy volt egy szemtanú, egy diák a suliból. Dan-t fenyegeti közben a lány, üzeneteket irkál a falra, hogy tudja meg Dan, hogy valaki látta őt amikor megölte Keith-t. Brooke és Peyton nem beszélnek egymással egészen az évad végéig, mikor Brooke meg akar bocsátani, meglátja hogy Derek fogságban tartja Peyton-t a bál éjszakáján.Rájön Dan is, hogy ki az a lány, aki fenyegeti.A lány elmondja Lucasnak hogy Dan ölte meg Keith-t, majd Lucas kiborul, hogy az anyjával ennyire összefonódott Dan, és le akarja lőni. Az anyja rosszul lesz, muszáj császározni, Lilly lesz a lány neve (Keith ismét megjelenik, csak most Karennél). Eközben megszületik Haley és Nathan kisfia, épp a ballagás közben. Deb az évad elején fél Dan-től, ezért gyógyszereket szed, és iszik, majd az elvonó után Haley és Nathen hozzáköltöznek, hogy ne essen vissza, és részt vesz a kisfiú nevelésében. Az évad végére kiderül, hogy ki hova megy továbbtanulni, Mauth becsajozik Gigivel, és egy másik csajjal, de nem lesz jó vége, csak annyi, hogy elveszti szüzességét. Brooke összeköltözik Peyton-nel ismét, forgalmazzák a fehérneműit, Peyton L.A.-be mehet gyakorlatra a nyáron, amire együtt mennek, mert Brooke rokonai ott laknak. Lucas ír egy könyvet, és edző lehet Whitey jóvoltából, és Nathent fogja edzeni. Az évad végén Dan feladja magát a rendőrségen.

### 5. évad
A Tuti gimi 5. évada Amerikában 2008 januárjában indult.
A történet a negyedik évad eseményeihez képest 4 évvel később játszódik, egy olyan világban, ahol Brooke a világhírű Clothes over Bro's vezetője, Lucas az első könyvének sikeréből él, de második könyvét képtelen megírni, emellett pedig a Tree Hill Ravens csapatát edzi. A Peytonnel való kapcsolatának már vége, helyette a szerkesztőjével, Lindsey-vel van együtt.
Lucas segédedzője Skills, aki semmit se komolyodott az évek alatt. Együtt lakik Fergievel, Junkkal és Mouthal. Mouth sportriporternek készül, de eddig nem sikerült befutnia, sőt, munkája sincs.
Haley és Nathan fia, Jamie már négyéves és mint apját és nagyapját, őt is a kosárlabda érdekli. Nathan azonban ellenzi a dolgot, mert 4 hónappal korábban egy kocsmai verekedés után lebénult. A bénulás azonban nem végleges, ha akarna felállhatna, de úgy érzi, mindent elvesztett az életében, és emiatt az alkoholba temeti bánatát. Haley a gimnáziumban kezdi tanári pályafutását, de első napja nem alakul fényesen a diákjai miatt. A dolgait még jobban nehezíti, hogy Nathan otthon van egy tolószékban, és lelkileg teljesen bezárkózott, sőt még a kisfiúkkal sem foglalkozik. Haley megfenyegeti, hogy elhagyja, mire ez észhez téríti Nathant, hogy próbáljon ,,felállni", mind fizikailag, mint lelkileg. Haley munkája miatt felfogadja Carrey-t dadusnak, aki nagyon beilleszkedik a Scott családba. Nathan rehabilitációját is segíti, majd lassan beleszeret. Nathan nem viszonozza az érzéseit, próbálja leállítani, hogy ez nem helyes. Carrey gyerekeként tekint a kis Jamie-re, és Nathanra pedig férjeként, amíg ezt Haley észre nem veszi, és kirúgja. Azt gondolja, hogy Nathan-nek viszonya volt a dadával így kirúgja a férjét, aki átmenetileg Lucasnál lakik. Lucas esküvőjén Carry rábeszéli Jamie-t, hogy tartson vele. A nagy kavarodásba csak későn veszik észre, hogy a fiú eltűnt, a keresés alatt Haley és Nathan újra összemelegednek. Jamie-t Dan találja meg egy motelbe ahova követte a gyanús dadát. Azt hiszik, hogy ezzel vége a borzalmaknak.
Peyton és Brooke elhatározzák, hogy visszatérnek szülőhazájukba, mert az ország másik felén nem találták meg a boldogságukat. Peyton a Tric egyik üres termében rendezi be saját kiadóját, Brooke pedig Karen kávézóját alakítja át, és onnan fogja a cégét irányítani.
Az új élet mindannyiuk számára nehézséggel van tele. Peyton még mindig szerelmes Lucásba, viszont ő már Lindsey-vel jár. A Peytonnal való szakítás oka, hogy Lucás megkérte a lány kezét, viszont ő nemet mondott. Peyton új tehetségeket szeretne felfedezni, de ez nehezebb, mint gondolta. Végül egy bandát leszerződtetett, akivel nem gördülékeny a munka, és az együttes egyik tagjában, meglátja Peyton a tehetséget. Mia-t szerződteti le egyedül, akivel tökéletes összhangban tudnak együtt dolgozni, és beindul a lány karrierje, turnéról turnéra jár.
Brooknak mindene megvan (pénz, ház, autó), viszont hiányzik neki egy srác. A bárban ahol esténként iszogatnak megtetszik neki a pultos fiú, de nem alakul ki komolyabb kapcsolata a sráccal. Egy gyereket szeretne örökbe fogadni, akivel törődhet. Átmeneti időre egy kislányt kap gondozásra, aki a szívműtéte alatt és után a rehabilitációját Brook-nál tölti. A divat márkáját előre lendíti ez a babprojekt, mert a gyerekruhák tervezését is elkezdi. Brook édesanyjának nem tetszik, hogy a lánya visszaköltözött Tree Hillbe, és ott próbál a lányának és barátainak keresztbe tenni ahol csak tud, míg végül Brook kirúgja a saját édesanyját.

### 6. évad
Amerikában 2008. szeptember 1. és 2009. május 19. között adták. Lucas és Peyton történet záró évada, 7. évadban már nem kaptak szerepet.
Lucas végre ráébred, hogy mindig is Peyton volt, akit igazán szeretett, eljegyzi. A pár teljesen idilli életet él, mikor kiderül Peyton babát vár. Az orvosok "placenta previa"-t állapítanak meg Peytonnél, ami azt jelenti, hogy akár bele is halhat a szülésbe. Az esküvőn már nagy a pocija, azt hiszi ez életük legszebb napja ami úgy is indul, de tragédiával végződhet. Egy kemény éjszaka elé néz a friss házaspár, a baba megszületik, de a lány még kritikus állapotban van. Idővel felépül, majd nászútra mennek.
Új ember lépi át a Tree Hill-i "kaput" aki Julian Baker egy feltörekvő rendező, aki felkéri Lucast, hogy Ravens című könyvéből csináljanak filmet. Később Julianről kiderül, hogy Peyton ex barátja. Julian és Brooke egymásba szeretnek. Julian és Lucas elkezdik a filmet, aminek a designere Brooke. A filmhez elkezdenek szereplőket válogatni, de végül a film befuccsol.
Brooke kirúgta az anyját a cégtől, aki figyelmezteti, hogy 50-50%-os részesedésük van a cégnél, és nem tudja olyan könnyen eltávolítani, mint azt gondolta. Egyik nap lopáson kap egy lányt, akit Samnek hívnak. Sam elmondja barátjának, hogy milyen ideges Brooke-ra, ezek után kirabolják és megverik a boltjában. Egyedül Debnek mondja el a történteket, aki segít neki és lőni viszi a lelkileg összetört lányt. Brooke pszichológussal beszéli meg gondjait, valamint hogy azt hiszi anyja lopta meg. Brooke-nak elkezd udvarolni Owen, akit bizalmába enged Brooke végül egy részeg csalódott éjszaka a fiú lefekszik Millicentel. Brooke-nak az anyja bevallja, hogy szereti és milyen büszke rá, és ott van mellette, ha szüksége lenne valakire.
Samről kiderül, hogy nincs hol laknia ezért vonakodva, de végül Brooke befogadja Haley kérésére, a lány többször is megszökik tőle, mivel nehezen bízik meg az emberekben. Nehezen tudja elfogadni, hogy vigyáznak rá.
Sam barátját, Jack-et együtt találja a szobájában, óvatosságra inti a fiatalokat. Később Sam rájön, hogy Brooke-ot Jack bátyja támadta meg, aki elrabolja a két fiatalt. Brooke keresni kezdi a gyerekeket és elmegy Jack lakóhelyére ahol "csak" a bátyját találja. A srác hazudik neki, de Brooke-nak ahogy búcsúzik, egy megjegyzésből rájön ki is az valójában. Végül elkapják a támadót és a rendőrök kiderítették, hogy nem csak Brooke támadója volt, hanem ő ölte meg "Q"-t is. Az eset összekovácsolja Samet és Brooke-ot. Samet felkeresi az "igazi" anyja, akihez elköltözik, Jack-et meg befogadja egy örökbefogadó pár. A két fiatal mikor rájön, hogy szereti, egymást szétválnak útjaik.
Carrie "dadus" elrabolja a megsérült Dan-t, aki csaliként szolgál, hogy megkaparintsa újra Jamie-t. Jamie látni akarja a nagyapját, és ahogy a házához érnek fura, hogy nyitva az ajtó és az újságok a ház előtt hevernek. Megpróbálják kinyomozni, mi lehet vele, Debnek elmeséli a történteket, aki megjegyzi ez nem vall Dan-re. Carrie felhívja Haley-t, ápolónak adja ki magát, közli vele, hogy Dan haldoklik és látni szeretné Jamiet. Haley elviszi Jamie-t a megadott címre, Jamie a kocsiban marad míg Haley megnézi jó helyre jöttek e, amint belép az ajtón megpillantja a lekötözött Dan-t, ki akarja szabadítani, de Carrie leüti. Carrie ezután Jamie-re támad, üldözőbe veszi, bekergeti egy kukoricásba, nem sokkal később Haley is magához tér és megtalálja Jamie-t a kukoricásban. Szaladnak Carrie elől. Közben Deb talál egy képet Carrieről a fiáék konyhafiókjában és rájön, hogy valami nincs rendben ezért a helyszínre siet, ahol egy üveggel leüti a pszichopata dadát, akit végül Dan lelő. Dan úgy néz ki végre kisétál az fiatalok életéből, öngyilkos akar lenni, de nem sikerül neki, eldönti hogy elhagyja Tree Hillt.
Quentin segít Nathannek visszahozni régi formáját, majd egy nap betér, a benzinkútra ahol gyanús dolgot észlel, majd minél hamarabb el akar tűnni onnan, de ahogy megfordul, az ajtó felé abban a pillanatban hátba lövik. Az éjszaka közepén értesítik Lucast a történtekről, hogy a nagy jövő előtt álló fiatal meghalt. Quentin emlékére kirakják a mezét a pálya falára.
Nathan elmegy az orvoshoz, aki azt mondja, hogy óvatosan eddze magát, mert akár mikor újra tolószékbe kerülhet. Nathant felhívják az NBA-től és azt hiszi, hogy játékosnak hívják, de kiderül csak edzői állást ajánlanak neki amit végül nem fogad el. Nathan egy veszélyes játékba kezd, ami a slamball, de családja kérésére abbahagyja. Úgy néz ki Nahtanek mégiscsak alakul a jövője egy kisebb csapatba kezd játszani majd sok csalódás után kap egy meghívást az NBA-be.
Mouth új munkát kap és egy asszisztenst, aki egy régi szerelme Gigi, akire nagyon féltékeny lesz a barátnője Millicent. Millicent és Mouse szakítanak, mikor kiderül, hogy a szűzlány lefeküdt Owennel. Később Milli és Mouse nem bírják ki egymás nélkül és kibékülnek.

### 7. évad
Jamie születésnapján megismerhetjük nagynénjét, Haley nővérét, Quinn-t és Nathan NBA ügynökét Clay-t. A buli közben feltűnik egy nő, Renee és közli Nathan-nel, hogy terhes tőle és elkezdi zsarolni a családot. Nathan és Haley csúnyán összevesznek, olyannyira, hogy Haley a nyilvánosság előtt felpofozza Renee-t. Aztán megbékélnek és úgy döntenek együtt megoldják a problémát.
Segítségükre siet Dan, aki feleségül vette a fiatalok egykori iskolatársát Rachel Gatina-t. A nő megismerte Dan történetét és valóság show-t indít a "megtisztulásról". Dan üzletet ajánl Renee-nek és elhívja a műsorába, ahol lebuktatja a nőt, vagyis kiderül, hogy nem Nathan-től terhes.
Közben alakul Brooke és Julian élete is. A férfi sokat utazik a filmek miatt, de aztán úgy dönt, hogy felmondja a munkáját, hogy többet lehessen Brooke-kal. Majd belevág egy saját film elkészítésébe is. Ehhez segítségül kéri Brooke egyik modelljét, Alex-t és a nő egyik munkatársát Josh-t. A közös munka rengeteg bonyodalmat okoz Brooke és Julian életébe, mert Brooke attól fél, hogy Julian megcsalja. Alex ugyan szerelmes lesz Julian-be, de a férfi hűséges marad Brooke-hoz.
Quinn elárulja visszatérésének okát, az az a férjével David-del összevesztek és elválnak. Időről időre azonban közelebb kerül Clay-hez, amit Nathan nem néz jó szemmel, sőt utasítja Clay-t, hogy hagyja békén Quinn-t.
Clay is őriz egy titkot, vagyis a felesége Sara meghalt és közbe szellemként beszélgetnek. Azonban megtetszik neki Quinn és vele is megtudja beszélni a problémáit, így halott feleségének szelleme háttérbe szorul és egy idő után el is tűnik. Egészen addig, amíg Clay nem talál egy teniszező lányt, Katie-t, akit le akar szerződtetni és aki teljes mása volt feleségének, ezért a nő mindent elkövet, hogy megkapja a férfit.
Haley üzemelteti a Peyton által alapított Red Bedroom stúdiót, amíg fel nem tűnik Miranda, aki be akarja zárni a stúdiót. Azonban nem teszi meg, inkább segít Haley-nek új tehetségeket keresni. A tehetséget megtalálja a Tric pultosának személyében és akibe bele is szeret. Leszerződteti, majd elutazik vele Londonba.
Millicent modellként segít Brooke-nak, de csak egyszeri alkalommal. Alex felfedezi Milli tehetségét és bevezeti a modellek életébe. Ennek eredménye, hogy Mouth szakít Milli-vel, amiért drogokhoz nyúlt. Bár nehezen, de rá lehet venni Milli-t, hogy menjen be egy elvonókúrára, ahol meggyógyul és újra kezdheti az életét Mouth-szal.
Haley és Quinn mellé megérkezik édesanyjuk Lydia és testvérük Taylor is. Lydia közli lányaival, hogy hasnyálmirigy rákja van és már nem segíthetnek rajta. Taylor kiborul emiatt és elhagyja a családot, de egy beszélgetés után úgy dönt, hogy anyja mellett a helye. Miután Lydia meghal Haley teljesen összeomlik. Eltaszítja magától a kisfiát és férjét, de ők ettől függetlenül mellette állnak. Haley végül megkísérel egy öngyilkosságot is, de Nathan a segítségére siet és megmenti.
Ezután mindenki elutazik Jutába Julian filmjének premierjére. Itt már minden jóra fordul, Clay és Quinn egy pár, Haley kezd visszatalálni saját magához. Julian filmje nagy sikereket ér el. Miután hazatérnek Tree Hill-be Clay-t és Quinn-t lelövi Katie, Haley közli Nathan-nel, hogy terhes, Julian eljegyzi Brooke-t, Alex összejön Chase-szel.

### 8. évad
Miután Katie lelövi Clay-t és Quinn-t, a két fiatal kómába kerül, ezáltal pedig egy ideiglenes "túlvilágra".
Haley a terhessége által kezd kilábalni depressziójából. A nagy örömhírt szeretné mindenkivel megosztani, azonban Nathannek is szemet szúr, hogy napok óta nem látták Clay-t és Quinn-t. Haley úgy dönt, hogy felkeresi őket a házukban. Így találják meg őket és azonnal kórházba kerülnek.
Ezzel egy időben kialakul egy szerelmi háromszög Mia, Chase és Alex között. A két lány mindent megtesz, hogy elnyerjék Chase kegyét, olyannyira, hogy Mia visszatér Tree Hill-be, hogy segítsen Haleynek a kiadó vezetésével, Alex pedig pultos lesz a Tricben Chase mellett.
Eközben Brooke és Julian élvezik a friss jegyesek mindennapjait. Egészen addig, amíg egy nap a rendőrség csenget hozzájuk és letartóztatják Brooke-ot, pénzügyi csalás miatt. Kiderül, hogy az egészért Victoria és Millie a felelősek, ugyanis hazudtak a befektetőiknek. A következmények arra utalnak, hogy Brooke-nak börtönbe kell mennie, de édesanyja, Victoria vállalja a felelősséget a tetteiért és börtönbe vonul.
Közben Quinn állapota egyre jobb lesz, olyannyira, hogy fel is ébred a kómából. Ezzel szemben Clay állapota teljesen ingatag. Csak úgy gyógyulhat meg, ha új vesét kap. Időközben találnak egy donort, így Clayt meggyógyítják és felébred a kómából.
A történtek után mindenki mérlegelni kezdi az élet fontos tetteit és döntéseit. Haley ennek hatására munkát vállal egy lelki segélyszolgálatnál, Nathan pedig úgy dönt, hogy nem kockáztatja tovább a testi épségét és feladja a kosarazást.
Alex és Chase kapcsolata egyre komolyabbra fordul. Egészen addig, amíg Chase nem talál Alexnél egy forgatókönyvet, aki ennek láttán megrémül, hogy Alex elhagyja. A fiú kérdőre vonja és kiderül hogy a lány egy hét múlva kezdi a forgatást. Ennek hatására Chase elhagyja Alexet mondván, hogy hazudott neki.
Brooke-nak sem áll fényesen a helyzete. Vissza kell fizetnie a befektetőinek a pénzét, ehhez viszont fel kell számolnia a céget. Victoria teljesen ellenzi ezt a lépést, ezért olyannyira összevesznek Brooke-kal, hogy a lány örökre száműzi édesanyját az életéből.
Clay eközben már folyamatosan javuló állapota ellenére nem tudja minden feladatát ellátni, ezért Nathan felajánlja neki a segítségét az ügynöki munkában, de Clay nem készíti fel eléggé erre a feladatra, ezért ez egy csúnya veszekedésbe torkollik Julian pókerestjén.
Elindul a halloween-i láz Tree Hillben. A Tricben egy hatalmas tehetségkutató estet tartanak, melynek során Haley felismeri egyik hívóját a segélyszolgálatnál Erin személyében, aki fellép az este folyamán.
Mindeközben megjelenik Julian anyja, Silvia, hogy támogassa Brooke és Julian esküvőjét anyagilag. Brooke eleinte jó viszonyt alakít ki leendő anyósával. Ez egészen egy esküvői expo kiállításig tart, ugyanis Silvia a saját elképzeléseit szeretné megvalósítani.
Miután Quinn és Clay hazatérnek a kórházból kiderül, hogy Quinn még nem igazán tud túllépni a történteken, olyannyira, hogy biztonságuk érdekében még egy pisztolyt is beszerez. Clay megtalálja és meggyőzi a lányt, hogy utazzon el Dél-Afrikába egy munka miatt, mert ez segíthet neki feldolgozni az elmúlt időszakot.  
Közben a hálaadásra is sor kerül, ami szintén nem lehet zökkenőmentes. Mindenki, aki számít összegyűlik Haley-nél, hogy együtt ünnepeljenek. Victoriát kiengedik a börtönből és Silvia meg is hívja a közös ebédre, amit Brooke teljesen rosszul fogad. Quinn is hazatér egy hatalmas titokkal együtt, ugyanis nemcsak a munka miatt volt távol, hanem megtalálta Katie-t és követni kezdte. Haley pedig meghívja újdonsült felfedezettjét, Erint, hogy még jobban megismerhesse.
Nathan ismét visszaül az iskolapadba, ugyanis szüksége van főiskolai végzettségre, ha Clay ügynökségénél akar dolgozni. De hamar rájön, hogy mire vállalkozott, amikor megismeri házsártos professzorát, Dr. August Kellerman-t. Közben Quinn felkeresi testvére apósát, Dan-t, hogy a tanácsát kérje egy esetleges emberöléshez.
Tree Hillben hatalmas vihar kerekedik, ami a lehető legrosszabb helyzeteket hozza magával. Katie visszatér, hogy megölje Quinn-t, de a lány sikeresen legyőzi Katie-t, akit először kórházba, onnan pedig börtönbe szállítanak.
Lauren az iskolai verseny végeztével elviszi Jamie-t, Chuck-ot és Madison-t fagyizni, de a vihar miatt balesetet szenvednek egy hídon. Brooke a Juliannel folytatott vitája miatt elrohan otthonról és rájuk talál. Sikeresen segít szinte mindenkin, kivéve Jamie-t, aki beszorul. Brooke megpróbálja kiszabadítani és közben Julian megtalálja őket, azonban egy autó belerohan Lauren kocsijába, ami belezuhan a folyóba. Julian azonnal utána ugrik és kiszabadítja Jamie-t, majd visszamegy Brooke-ért, akit már csak újraélesztéssel tud megmenteni.
Mivel közeledik az esküvő, ezért a lányok szerveznek egy lánybúcsút Brooke-nak, ami egy óriási másnapossággal és egy felismeréssel végződik. Kiderül, hogy Silvia, Haley és Julian az esküvői előkészületekkel foglalkoztak, amiket Brooke elképzelt.
Az esküvő majdnem tökéletesen lezajlik. Brooke apja azonban nem jelenik meg és Julian szülei állandóan marakodnak. De Mia és Chase együtt töltenek pár röpke órát egy limuzinban, kiderül, hogy Haley-nek kislánya lesz, valamint Millie mindenáron elkapja a csokrot, ezzel is jelet küldve Mouth-nak, hogy szeretné komolyabbra fordítani kapcsolatukat.
Brooke számára a munkanélküliség elég unalmassá válik, ezért kitalálja, hogy Haley-vel és Quinn-nel legyenek szuperhősök. Haley a segélyszolgálatnál talál is egy esetet, amit megoldhatnának, ennek hatására Brooke még külön ruhákat is tervez, így ők lesz Döngöl B, Lángész Haley és Vaku Vicki. Közben Chase is elhelyezkedik egy önkéntes szolgálatnál. Az ő feladata, hogy Chuck "bátyja" legyen, ha szükség van rá és így sikerül kiismerni a fiú furcsa szokásait és tetteit.
Valentin nap alkalmából szinte mindenki lázban ég. Jamie Madisonnal tölti a napot, Brooke és Julian pedig továbbra sem nyugszanak bele abba, hogy nem lehet gyerekük. Nathan és Clay munkával töltik a napot. Legújabb felfedezettjük egy leendő baseball sztár Ian Kellerman személyében, aki Nathan professzorának fia. Mouth és Millie sem szokványosan töltik a napot. Ők Mouth tudósító munkájához készítenek néhány felvételt, de az eredmény az lesz, hogy Millie-t veszik fel az állásra.
Brooke és Julian szeretnének örökbe fogadni egy kisbabát a 19 éves Chloe-tól. Azonban, amikor megszületik a lány már tudja elengedni. Ezzel egy időben pedig világra jön Lydia Bob Scott, Nathan és Haley lánya. Közben Nathan bizonyítékot talál arra, hogy a vihar éjszakáján a balesetet a professzora okozta, aki vallomást is tesz és beismeri bűnét, de hamar rájönnek, hogy August Kellerman csak megpróbál valakit fedezni, ugyanis valójában az autót fia, Ian vezette.
A meghiúsult adoptálás miatt Brooke és Julian nagyon nehéz időszakot élnek meg. Emiatt is jutnak arra a döntésre, hogy elköltöznek New York-ba. Közben viszont Chase egy drogteszten esik át, de sajnos tudja, hogy az eredménye pozitív lenne, ezért Alex segítségét kéri, aki szintén nem tiszta, így Alex viszont Brooke-hoz fordul segítségért. A vizsgálat azonban terhességet mutat és kiderül, hogy Brooke várandós.
Az évad záró részeiben a fiúk megmentik a folyóparti pályát, a lányok kiruccannak Puerto Rico-ba, Haley pedig újra megnyitja Karen Kávézóját Brooke társulásával, Mouth és Millie pedig saját reggeli műsort kapnak.
Közben az idő folyamatosan rohan. Brooke-nak ikrei születnek Jude és Davis. Chase hazatér a légierőtől, Nathan pedig ellátogat Dan büféjébe, amivel egy nem várt lavinát indít el...

## DVD

### 1. évad
| One Tree Hill: The Complete First Season Tuti gimi: A teljes első évad | One Tree Hill: The Complete First Season Tuti gimi: A teljes első évad | One Tree Hill: The Complete First Season Tuti gimi: A teljes első évad                                                   | One Tree Hill: The Complete First Season Tuti gimi: A teljes első évad |
| ---------------------------------------------------------------------- | ---------------------------------------------------------------------- | --- | --- |
|                                                                        | Megjelenések 2005. január 25. 2005. szeptember 5. 2006. február 1.     | Tartalom - 6 DVD - 22 epizód - Hossz: 944 perc - Képarány: 4:3 - Hang: angol (stereo) - Felirat: angol, spanyol, francia | Extrák - Le nem adott jelenetek: több mint 48 perc - Audiókommentárok: a színészektől és a stábtól az 1., a 18. és a 22. részekről - Dokumentumfilmek: - Building a Winning Team: The Making of One Tree Hill (Egy szuper csapat létrejötte: A Tuti gimi elkészítése) – sosem látott felvételek a sorozat készítéséről (+ interjúk a színészekkel és a stábbal) - Diaries From The Set – színfalak mögötti videók a színészekről - Gavin DeGraw soha le nem játszott zenéje |

### 2. évad
| The Complete Second Season Tuti gimi: A teljes második évad | The Complete Second Season Tuti gimi: A teljes második évad             | The Complete Second Season Tuti gimi: A teljes második évad                                                               | The Complete Second Season Tuti gimi: A teljes második évad |
| ----------------------------------------------------------- | ----------------------------------------------------------------------- | --- | --- |
|                                                             | Megjelenések 2005. szeptember 13. 2006. április 10. 2006. szeptember 6. | Tartalom - 6 DVD - 23 epizód - Hossz: 993 perc - Képarány: 16:9 - Hang: angol (stereo) - Felirat: angol, spanyol, francia | Extrák - Audiókommentárok: a színészektől és a stábtól 3 részről - Törölt jelenetek: több mint 40 percnyi le nem adott jelenet - Dokumentumfilmek: - The Music of One Tree Hill (A Tuti gimi zenéje) – A Tuti gimi koncertút kulisszák mögötti képei Tyler Hilton-nal és a The Wreckers-el - Diaries From The Set – színfalak mögötti videók a színészekről és a stábról - Change is Good (A változás jó)- A második évad új karaktereinek a bemutatása |

### 3. évad
| The Complete Third Season Tuti gimi: A teljes harmadik évad | The Complete Third Season Tuti gimi: A teljes harmadik évad         | The Complete Third Season Tuti gimi: A teljes harmadik évad                                                        | The Complete Third Season Tuti gimi: A teljes harmadik évad |
| ----------------------------------------------------------- | ------------------------------------------------------------------- | --- | --- |
|                                                             | Megjelenések 2006. szeptember 26. 2006. október 23. 2007. július 3. | Tartalom - 6 DVD - 22 epizód - Hossz: 937 perc - Képarány: 16:9 - Hang: angol (stereo) - Felirat: spanyol, francia | Extrák - Audiókommentár: Az évad utolsó részéről a stábtól és a színészektől - Törölt jelenetek - Dokumentumfilm: - "Anatomy of an Episode" (Egy epizód anatómiája) – Egy újszerű interjú a stábbal és a színészekkel arról, hogyan is készül egy rész |

## Zene
A sorozatban fontos szerepet játszik a zene, például Peyton lemezeket gyűjt és Haley zenei karrierje is megjelenik.

### A sorozatban fellépő zenészek
- Gavin DeGraw
- Sheryl Crow
- The Wreckers
- Jimmy Eat World
- La Rocca
- Fall Out Boy
- Nada Surf
- Jack's Mannequin
- Michelle Featherstone
- Lupe Fiasco
- Emellett Bethany Joy Galeotti (azaz Haley) is megcsillogtatja a tehetségét. Ő egyébként a való életben is adott már ki lemezt. Hivatalos oldala

### Epizódok = albumok, dalcímek
A legtöbb epizód eredeti (angol) címe megegyezik egy-egy együttes lemezének vagy számának a címével. Ezek pedig a következők:

### Lemezek
- 1x05 – U2: All That You Can't Leave Behind (2000)
- 1x10 – Stereophonics: You Gotta Go There to Come Back (2003)
- 2x19 – Bright Eyes: I'm Wide Awake, It's Morning (2005)
- 3x17 – Murder by Death: Who Will Survive, and What Will Be Left of Them (2003)
- 4x03 – Modest Mouse: Good News for People Who Love Bad News (2004)
- 4x10 – 8mm: Songs to Love and Die By (2006)
- 4x14 – The National: Sad Songs for Dirty Lovers (2003)
- 4x18 – The Veils: The Runaway Found (2004)
- 4x21 – Explosions in the Sky: All of a Sudden I Miss Everyone (2007)

### Zeneszámok

#### 1. évad: 2003-2004
1. Pilot
2. The Places You Have Come to Fear the Most – Dashboard Confessional
3. Are You True? – New Amsterdams
4. Crash Into You
5. All That You Can't Leave Behind – U2
6. Every Night Is Another Story – The Early November
7. Life in a Glass House – Radiohead
8. The Search for Something More – Antifreeze
9. With Arms Outstretched – Rilo Kiley
10. You Gotta Go There to Come Back – Stereophonics
11. The Living Years – Mike + The Mechanics
12. Crash Course in Polite Conversations – Gameface
13. Hanging by a Moment – Lifehouse
14. I Shall Believe -Sheryl Crow
15. Suddenly Everything Has Changed – The Postal Service vagy The Flaming Lips
16. The First Cut Is the Deepest – Sheryl Crow
17. Spirit in the Night – Bruce Springsteen
18. To Wish Impossible Things – The Cure
19. How Can You Be Sure? – Radiohead
20. What Is and What Should Never Be – Led Zeppelin
21. The Leaving Song – AFI (A Fire Inside)
22. The Games That Play Us – The Blackouts

### Tuti gimi albumok
A show keretein belül eddig három album jelent meg, ami a sorozatban hallható számokból áll össze. 2005-től minden évben megjelent egy ilyen CD, az elsőn 14 szám hallható, a másodikon 15, a legutóbbin pedig már 16.
A második lemez a mellrák ellen született, és ez a téma sorozatban is megjelent mellékszálként. A Tuti gimiben Peyton édesanyja szenved ebben a betegségben. Ezt képviseli az album borítóján a Peyton vállán látható piros szalag, ami az rák elleni összefogás jelképe.
|            | One Tree Hill Volume 1 | One Tree Hill Volume 2 | The Road Mix: Music from the Television Series One Tree Hill, Volume 3 |
| ---------- | --- | --- | --- |
| Megjelenés | 2005. január 25. | 2006. február 7. | 2007. április 3. |
| Számok     | 1. Gavin DeGraw – I Don't Want to Be 2. The Wreckers – The Good Kind 3. Jimmy Eat World – Kill 4. Travis – Re-Offender 5. The Get Up Kids – Overdue 6. Rock 'n' Roll Soldiers – Funny Little Feeling 7. Tyler Hilton – Glad 8. 22-20s – Shoot Your Gun 9. Story of the Year – Sidewalks 10. Tyler Hilton & Bethany Joy Lenz – When the Stars Go Blue 11. Keane – Everybody's Changing 12. Butch Walker – Mixtape 13. Sheryl Crow – The First Cut Is the Deepest 14. Trespassers William – Lie in the Sound | 1. Feeder – Feeling a Moment 2. Jack's Mannequin – The Mixed Tape 3. Audioslave – Be Yourself 4. Nada Surf – Always Love 5. Gavin DeGraw – Jealous Guy 6. Citizen Cope – Son's Gonna Rise 7. Hot Hot Heat – Middle of Nowhere 8. Tyler Hilton – Missing You 9. MoZella – Light Years Away 10. Shout Out Louds – Please Please Please 11. Fall Out Boy – I've Got a Dark Alley and a Bad Idea That Says You Should Shut Your Mouth (Summer Song) 12. Jimmy Eat World – 23 13. Haley James Scott – Halo 14. Michelle Featherstone – Coffee & Cigarettes 15. Strays Don't Sleep – For Blue Skies | 1. Dashboard Confessional – Don't Wait 2. The Honorary Title – Stay Away 3. Kooks – Naive 4. Band of Horses – The Funeral 5. José Gonzales – Heartbeats 6. Tyler Hilton – You'll Ask for Me 7. Lupe Fiasco – I Gotcha 8. Gym Class Heroes – Good Vibrations 9. The Wreckers – Lay Me Down 10. The Constantines – Soon Enough 11. Calexico / Iron & Wine – He Lays in the Reins 12. Lucero – Tell Me What It Takes 13. Songs:Ohia – Just Be Simple 14. The Weepies – World Spins Madly On 15. La Rocca – Non-Believer 16. Mother Love Bone – Chloe Dancer/Crown of Thorns |

## Érdekességek
- A sorozatot Észak-Karolinában, Wilmingtonban forgatták.
- Mark Schwahn eredeti ötlete egy film volt, ami Ravens cím alatt jelent volna meg. A WB azonban sorozatot készíttetett, és így született meg a One Tree Hill.
- A sorozat neve azért lett Ravens helyett One tree hill, mert a Ravens miatt a kosárlabda lett volna kiemelve. A névváltoztatás miatt a sorozat nagyobb közönséget vonzott.
- Tree Hill egy kitalált város, ami a nevét a U2 – One Tree Hill című száma után kapta.
- One tree hill nevű hely található a valóságban Új-Zélandon, ahol egy vulkánt hívnak így, de Ausztráliában és Angliában is találhatunk ilyen nevű helyeket.

## Díjak

### Elnyert
| Év   | Díj               | Kategória                          | Díjazott            |
| ---- | ----------------- | ---------------------------------- | ------------------- |
| 2004 | Teen Choice Award | Legjobb férfi „breakout” tévésztár | Chad Michael Murray |

### Jelölések
| Év   | Díj               | Kategória                              | Jelölt(ek)                         |
| ---- | ----------------- | -------------------------------------- | ---------------------------------- |
| 2006 | Image Award       | Legjobb rendezés – sorozat/dráma       | Janice Cooke-Leonard               |
| 2006 | Prism Award       | Szereplő – sorozat/dráma               | Chad Michael Murray                |
| 2006 | Teen Choice Award | Legjobb sorozatszínész – dráma         | Chad Michael Murray                |
| 2006 | Teen Choice Award | Legjobb sorozatszínésznő – dráma       | Sophia Bush                        |
| 2006 | Teen Choice Award | Legjobb tévés dráma                    |                                    |
| 2005 | Teen Choice Award | Legjobb sorozatszínész – dráma         | Chad Michael Murray                |
| 2005 | Teen Choice Award | Legjobb sorozatszínésznő – dráma       | Hilarie Burton                     |
| 2005 | Teen Choice Award | Legjobb sorozatszínésznő – dráma       | Sophia Bush                        |
| 2005 | Teen Choice Award | Legjobb férfi „breakout” tévés jelenet | Tyler Hilton                       |
| 2005 | Teen Choice Award | Legjobb tévés „chemistry”              | Chad Michael Murray James Lafferty |
| 2005 | Teen Choice Award | Legjobb tévés szülő                    | Moira Kelly                        |
| 2005 | Teen Choice Award | Legjobb sorozat – dráma                |                                    |
| 2004 | Teen Choice Award | Legjobb „breakout” sorozat             |                                    |
| 2004 | Teen Choice Award | Legjobb női „breakout” tévésztár       | Hilarie Burton                     |
| 2004 | Teen Choice Award | Legjobb női „breakout” tévésztár       | Bethany Joy Galeotti               |
| 2004 | Teen Choice Award | Legjobb férfi „breakout” tévésztár     | James Lafferty                     |
| 2004 | Teen Choice Award | Legjobb sorozatszínész – dráma         | Chad Michael Murray                |
| 2004 | Teen Choice Award | Legjobb sorozatszínésznő – dráma       | Hilarie Burton                     |
| 2004 | Teen Choice Award | Legjobb sorozat – dráma                |                                    |
| 2004 | Teen Choice Award | Legjobb tévés barát                    | Bethany Joy Galeotti               |

## Nemzetközi vetítések
| Ország                    | Ottani címe a sorozatnak        | Csatornák                                        |
| ------------------------- | ------------------------------- | ------------------------------------------------ |
| Amerikai Egyesült Államok |                                 | The WB (2003–2006) és The CW (2006–)             |
| Ausztrália                |                                 | FOX8                                             |
| Belgium                   | One Tree Hill, Les Frères Scott | Kanaal 2 (német), VT4 és Plug TV (francia)       |
| Brazília                  | Lances da Vida                  | FOX és SBT                                       |
| Bulgária                  | Самотно дърво на хълма          | Kanal 1                                          |
| Dánia                     |                                 | TV3                                              |
| Dél-Afrika                |                                 | GO                                               |
| Dél-Amerika               |                                 | FOX LA                                           |
| Egyesült Arab Emírségek   |                                 | America Plus                                     |
| Egyesült Királyság        |                                 | E4 és Channel 4                                  |
| Finnország                | Tunteet Pelissä                 | SubTV                                            |
| Franciaország             | Les Frères Scott                | TF1 és TF6                                       |
| Fülöp-szigetek            |                                 | ETC, Star World és RPN                           |
| Görögország               | Φίλοι για πάντα                 | STAR                                             |
| Hollandia                 | One Tree Hill                   | Net 5                                            |
| Hongkong                  |                                 | Star World                                       |
| Horvátország              | One Tree Hill                   | HRT2                                             |
| India                     |                                 | Star World                                       |
| Indonézia                 |                                 | Jak-TV                                           |
| Izland                    |                                 | Skjáreinn                                        |
| Izrael                    | (Migrash Beyti) מגרש ביתי       | yes Weekend, yesSTARS, yes stars 1 és Channel 10 |
| Írország                  |                                 | TG4                                              |
| Kanada                    | Les Frères Scott, One Tree Hill | CH, NTV és Fox44                                 |
| Kenya                     |                                 | Kenya Television Network                         |
| Lengyelország             | Pogoda na miłość                | TVN Siedem                                       |
| Magyarország              | Tuti gimi                       | RTL Klub                                         |
| Malajzia                  |                                 | 8TV és Star World                                |
| Maldív-szigetek           |                                 | Star World                                       |
| Mexikó                    | One Tree Hill                   | FOX LA                                           |
| Németország               |                                 | Pro7                                             |
| Norvégia                  | One Tree Hill                   | TVNorge                                          |
| Olaszország               |                                 | Rai Due                                          |
| Oroszország               | Холм Одного Дерева              | NTV                                              |
| Pakisztán                 |                                 | Orbit Network az America Plus Channel-en         |
| Panama                    | Hermanos Rebeldes               | TVMax                                            |
| Románia                   | Ruleta destinului               | Pro Cinema                                       |
| Spanyolország             | Hermanos Rebeldes               | TVE2, Cosmopolitan TV és OX                      |
| Svájc                     | Les Frères Scott                | TSR2 (francia) és TSI1 (olasz)                   |
| Svédország                | One Tree Hill                   | Kanal 5                                          |
| Szerbia                   |                                 | FOX Srbija                                       |
| Szingapúr                 |                                 | Star World                                       |
| Tajvan                    |                                 | CTS                                              |
| Thaiföld                  |                                 | True Series és Star World                        |
| Törökország               |                                 | CNBC-e                                           |
| Új-Zéland                 |                                 | TV2                                              |